# Franca Mattiucci
Franca Mattiucci (Roma, 1938) è un mezzosoprano italiano.

## Biografia
Allieva del tenore Manfredi Polverosi, debutta a Spoleto nel 1963  in Così fan tutte.
Ne 1966 appare al Teatro La Fenice di Venezia nella Missa Solemnis di Beethoven, tornando nella città lagunare nel 1968 come La Speranza/Primo pastore ne L'Orfeo al Palazzo Ducale.
Nel 1969 esordisce alla Scala in Don Carlo sotto la direzione di Claudio Abbado, ritornando nel teatro milanese fino al 77 in vari titoli, come Aida, Carmen, Il trovatore, Suor Angelica. Frequenta i maggiori teatri italiani, come Napoli, Torino, Palermo Teatro dell'Opera di Roma, Arena di Verona. All'estero appare, tra gli altri, a Vienna, Lisbona, Madrid, Chicago, Buenos Aires.
Nel 1987 si ritira dalle scene. Successivamente si dedica all'insegnamento; tra i suoi allievi figurano i tenori Marcelo Álvarez, Stefano Secco e Francesco Meli, il basso Erwin Schrott, il contralto Romina Boscolo.

## Repertorio
- Don Carlo (Principessa Eboli)
- Kovancina (Marfa)
- Il trovatore (Azucena)
- Carmen (Carmen)
- Requiem
- Suor Angelica (Zia Principessa)
- Boris Godunov (Marina)
- La forza del destino (Preziosilla)
- Cavalleria rusticana (Santuzza)
- Aida (Amneris)
- Nabucco (Fenena)
- L'Orfeo (Speranza)
- L'amico Fritz (Beppe)
- Così fan tutte (Dorabella)
- Anna Bolena (Giovanna Seymour)
- La Gioconda (Laura Adorno)
- Oedipus Rex (Jocasta)
- I quatro rusteghi (Margarita)
- Madama Butterfly (Suzuki)
- Mignon (Mignon)
- La favorita (Leonora)
- Mosè (Sinaide)
- Samson et Dalila (Dalila)
- Norma (Adalgisa)
- Werther (Carlotta)
- Saffo (Climene)
- Un ballo in maschera (Ulrica)
- Missa Solemnis
- Messa di Requiem